# Stannole
Le stannole est un organostannique cyclique de formule (CH)4SnH2. Il est classé parmi les métalloles, c'est-à-dire les cycles à cinq insaturés contenant un hétéroatome.
C'est un analogue structurel du pyrrole, l'étain remplaçant l'azote.

## Dérivés
On appelle simplement la famille de ses dérivés substitués les stannoles. On peut citer parmi eux le 1,1-dibutylstannole, un liquide huileux jaune pâle préparé par réaction entre le 1,4-dilithio-1,3-butadiène et le dichlorure de dibutylétain.

1,1-dibutylstannole

Le 1,1-diméthyl-2,3,4,5-tétraphényl-1H-stannole, peut lui être formé par réaction entre le 1,4-dilithio-1,2,3,4-tétraphényl-1,3-butadiène et le dichlorure de diméthylétain. Divers stannoles 1,1-disubstitués peuvent être formés par cycloadditions [2+2+1] de deux molécules d'acétylène avec un organostannique SnR2.